# 건마국
건마국(乾馬國)은 고대 한반도에 존재했던 국가로 마한의 54소국 중의 하나이다. 위치는 알려지지 않았다. 다만 익산시에서 출토된 청동기 유물을 미루어 봤을 때 현재의 금마면, 왕궁면 일대로 추정하고 있다. 목지국 중심의 마한이 백제에 통합될 때 중심세력이었다는 설도 있다.

## 같이 보기
- 익산시